# Fuorcla Mulix
Die Fuorcla Mulix ⓘ ist ein Gebirgspass im Schweizer Kanton Graubünden, der das Val d’Err mit dem Val Mulix verbindet.
Die beiden Passhöhen auf 2870 m ü. M. und 2890 m sind 640 m voneinander entfernt und liegen auf der Grenze zwischen den Gemeinden Surses und Bergün Filisur. Überquert wird üblicherweise die besser zugängliche nördliche (äussere) Passhöhe.